# Lustmord
Brian Williams, beter bekend onder zijn artiestennaam Lustmord, is een muzikant uit Wales. Hij werd bekend om zijn muziek in het genre dark ambient.

## Biografie
Williams groeide op in Wales, en verhuisde in zijn tienerjaren naar Londen. Hij raakte bevriend met leden van de band Throbbing Gristle, die hem aanspoorden zijn eigen muziek te maken. In 1980 begon hij onder zijn alias Lustmord. Hij gebruikte buitenopnames uit grotten en slachthuizen, en mixte deze met klanken van rituele bezweringen en Tibetaanse hoorns.
In 1990 bracht Williams het album Heresy uit, dat wordt gezien als een mijlpaal voor het genre dark ambient.
Hij werkte samen met Graeme Revell en Paul Haslinger als muzikale klankontwerper, en soms als aanvullend componist voor 44 films, waaronder The Crow en Underworld. Lustmord was ook betrokken bij de computerspellen Planescape: Torment uit 1999, en Far Cry Instincts.
Lustmord werkte aan de atmosferische stormklanken die zijn te horen op het titelnummer van het gelijknamige album 10,000 Days van de band Tool.
Hij verscheen weer voor het eerst na 25 jaar tijdens een liveoptreden in juni 2006.

## Discografie
- Lustmørd (1981)
- Lustmordekay (1982)
- CTI (1984)
- Vhutemas/Arechetypi (1985)
- Paradise Disowned (1986)
- Machine Gun (1988)
- Revo (1989)
- White Stains (1990)
- Heresy (1990)
- A Document of Early Acoustic & Tactical Experimentation (1991)
- The Monstrous Soul (1992)
- Psychological Warfare Technology Systems (1992)
- Crash Injury Trauma (1993)
- The Place Where the Black Stars Hang (1994)
- Trans Plutonian Transmissions (1994)
- Stalker (1995)
- Strange Attractor/Black Star (1996)
- Lustmord vs. Metal Beast (1997)
- Purifying Fire (2000)
- Metavoid (2001)
- Law of the Battle Of Conquest (2002)
- Zoetrope (2002)
- Carbon/Core (2004)
- Pigs of the Roman Empire (2004)
- Rising (2006)
- Juggernaut (2007)
- [ O T H E R ] (2008)
- [ THE DARK PLACES OF THE EARTH ] (2009, remixen)
- [ T R A N S M U T E D ] (2009, remixen)
- [ B E Y O N D ] (2009, remixen)
- [ O T H E R D U B ] (2009, remixen)
- Heretic (2010)
- Songs Of Gods And Demons (Collected Works 1994-2007) (2011, compilatiealbum)
- Things That Were (2013)
- The Word As Power (2013)
- Kraków (2013, livealbum)
- Stockholm (2014, livealbum)
- Vampilla Meets Lustmord (2015, remixen)
- Dark Matter (2016)
- Trinity (2020)
- Alter (2021)
- Much Unseen Is Also Here (2024)